# Byarums kloster

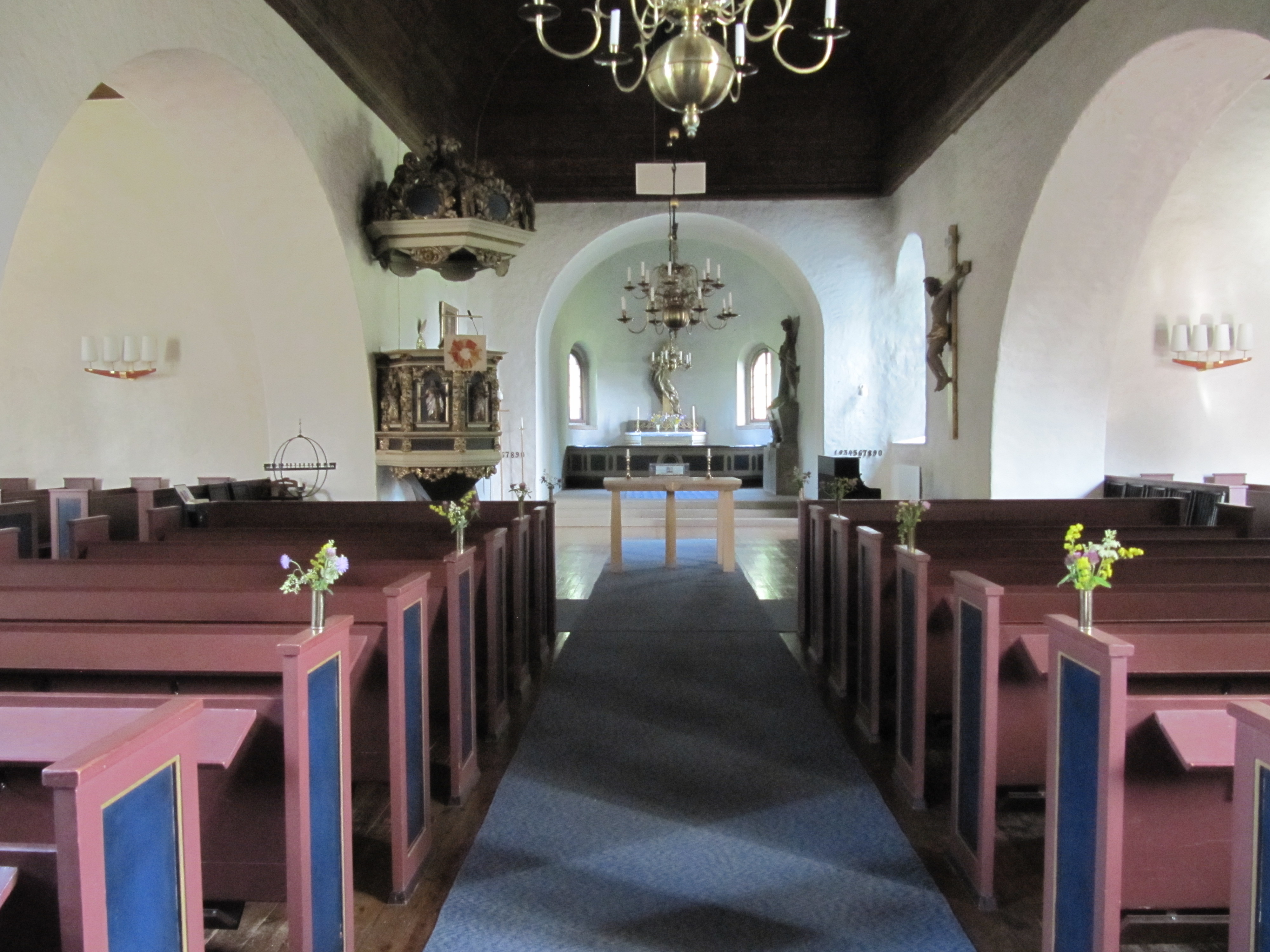
Långhuset i Byarums kyrka, tidigare klostrets kyrka

Byarums kloster var ett svenskt nunnekloster inom cisterciensorden, verksamt från cirka 1170 till 1236. Det låg i Byarums socken, fyra kilometer norr om Vaggeryd.  

## Historik
Byarums kloster grundades vid okänd tidpunkt under andra hälften av 1100-talet, troligen omkring år 1170, för nunnor ur cisterciensorden. Det har nämnts i samband med Nydala kloster, ett äldre kloster för munkar av samma orden, som låg i närheten.
Byarums kloster bekräftas för första gången i källorna när kung Erik Knutsson lät stadfästa gränserna för dess egendom. Det rörde sig om betydande marker och fiskerättigheter. Datum för detta brev är okänt, men Knutsson regerade mellan 1208 och 1216. År 1222 utfärdade konung Erik Eriksson ett skyddsbrev för nunnorna i Byarum. Biskop Bengt av Linköping bekräftade vid samma tid dess fiskerättigheter. I övrigt finns det knapphändig information om verksamheten.   
Klostrets kyrka utgör den nuvarande Byarums kyrka, som före dess ombyggnad 1758 bestod av ett litet långhus i sten utan torn. 
Av okänd anledning flyttades klostret till Uppland på 1230-talet, enligt uppgift år 1236, och dess medlemmar grundade då Sko kloster.